# ييرزي دوديك
ييرزي هينريك دوديك (من مواليد 23 مارس 1973 في ريبنيك في بولندا-)، حارس كرة قدم بولندي.
بدأ مسيرته الكروية مع نادي سوكول تييتشي في موسم 1995/1996، ولعب معهم 15 مباراة، وفي عام 1996 انتقل إلى نادي فيينورد روتردام الهولندي، ولعب معهم حتى عام 2001، وشارك معهم في 139 مباراة، ومنذ عام 2001 وهو يلعب مع نادي ليفربول حيث تألق معه كما أنه احرز لقب دوري ابطال أوروبا لموسم 2005 وكان له الفضل الكبير في الفوز في المباراة النهائية ضد ميلان بفضل تصديه لضربتي جزاء.انتقل إلى ريال مدريد الأسباني بعد انتهاء عقده مع نادي ليفربول في عام 2007. ولكنه لم يتمكن من منافسه الحارس الأساسي إيكر كاسياس إلا أنه ظهر في أكثر من مناسبة في المباريات التحضيرية وكأس إسبانيا.
و قد بدأ باللعب مع منتخب بولندا لكرة القدم في عام 1998.

## روابط خارجية
- ييرزي دوديك على موقع الاتحاد الدولي (مؤرشف)  (الإنجليزية)
- ييرزي دوديك على موقع الاتحاد الأوربي (الإنجليزية)
- ييرزي دوديك على موقع قاعدة بيانات كرة القدم.إي يو (الإنجليزية)
- ييرزي دوديك على موقع بيانات كرة القدم. دي إي (الألمانية)
- ييرزي دوديك على موقع ليكيب (الفرنسية)
- ييرزي دوديك على موقع ناشيونال فوتبول تيمز (الإنجليزية)
- ييرزي دوديك على موقع Soccerbase.com (لاعب) (الإنجليزية)
- ييرزي دوديك على موقع Soccerway.com (الإنجليزية)
- ييرزي دوديك على موقع عالم كرة القدم.نت (الإنجليزية)
- ييرزي دوديك على موقع كووورة